# Хауэлл, Дженнифер
Дженнифер Хауэлл (англ. Jennifer Howell) — канадская актриса, известная озвучиванием Биби в анимационном сериале «Южный парк». Также Хауэлл является продюсером этого шоу и занимается кастингом актёров-детей для озвучивания дошкольников. Она участвовала и в других проектах Мэтта Стоуна и Трея Паркера — была продюсером сериала «Это мой Буш!» и ассистентом режиссёра фильма «Оргазмо».